# Kabarett der Namenlosen
Das Kabarett der Namenlosen war eine kabarettistische Veranstaltungsreihe während der 1920er Jahre in Berlin.

## Geschichte
Der Conférencier Erich Lowinsky (Künstlername Elow) gab 1926 eine Zeitungsanzeige auf, in der er „junge Talente“ suchte, die montags abends vor zahlendem Publikum auftreten sollten. Die Veranstaltung solle Kabarett der Namenlosen genannt werden. Auf die Anzeige meldeten sich 187 Interessenten, denen Lowinsky vormachte, im Publikum säßen einflussreiche Scouts, Broadway-Agenten oder Schallplattenproduzenten, die auf der Suche nach neuen Talenten seien. In Wahrheit suchte Lowinsky vornehmlich die talentlosesten Bewerber aus. Pro Abend bekamen 15 von ihnen eine Viertelstunde Zeit, sich auf der Bühne des Monbijou Cabarets in der Jägerstraße in Mitte zu präsentieren. Die Akteure wurden vom Publikum meist ausgelacht und ausgebuht. Viele verließen die Bühne verstört und unter Tränen. Die Kritik sprach von Sadismus und typisch schlechtem Geschmack.
Das Kabarett der Namenlosen existierte bis 1932.

## Wirkung
In Erich Kästners Hauptstadtroman Fabian (1931) diente das Kabarett der Namenlosen als Vorlage für das dort geschilderte Kabarett der Anonymen. Lowinsky taucht im Roman als Conférencier Caligula auf. 
Im Jahr 2012 schuf der britische Schauspieler und Regisseur Le Pustra ein Theaterkabarett, das von Elows ursprünglichem Titel und Konzept inspiriert ist. Die Show wurde in „Le Pustra's Kabarett der Namenlosen“ umbenannt und 2016 nach Berlin verlegt.
Im Jahr 2022 wurde in der preisgekrönten deutschen Fernsehserie Babylon Berlin eine Szene gezeigt, die auf dem Original Kabarett der Namenlosen von 1926 basiert. In dieser neuen Darstellung spielt Le Pustra auch den  Conférencier des Kabaretts.